# Ghiacciaio Koch
Il ghiacciaio Koch è un ghiacciaio lungo circa 6 km situato sull'isola Brabant, una delle isole dell'arcipelago Palmer, al largo della costa nord-occidentale della Terra di Graham, in Antartide. In particolare, il ghiacciaio, sito subito a est del ghiacciaio Jenner, nei monti Solvay, e il cui punto più alto si trova a circa 800 m s.l.m., scorre verso sud-sud-ovest, partendo dal versante meridionale del picco Cook e fluendo a ovest picco Prapat, fino a entrare nella baia Chiriguano, nella parte meridionale dell'isola.

## Storia
Il ghiacciaio Koch appariva già in mappe del governo argentino realizzate nel 1953 dove però non era indicato con nessun nome; in seguito esso è stato fotografato durante una serie di ricognizioni aeree effettuate dalla Hunting Aerosurveys Ltd nel 1956-57, mappato più dettagliatamente dal British Antarctic Survey (al tempo ancora chiamato "Falkland Islands Dependencies Survey", FIDS) sulla base di tali fotografie e battezzato con il suo attuale nome dal Comitato britannico per i toponimi antartici in onore di Robert Koch, il batteriologo tedesco noto per la scoperta del Mycobacterium tuberculosis, il batterio responsabile della maggior parte dei casi di tubercolosi.